# Radicaal 21
Van de in totaal 214 Kangxi-radicalen heeft radicaal 21 de betekenis lepel. Het is een van de drieëntwintig radicalen die bestaat uit twee strepen.
In het Kangxi-woordenboek zijn er 19 karakters die dit radicaal gebruiken.

## Karakters met het radicaal 21

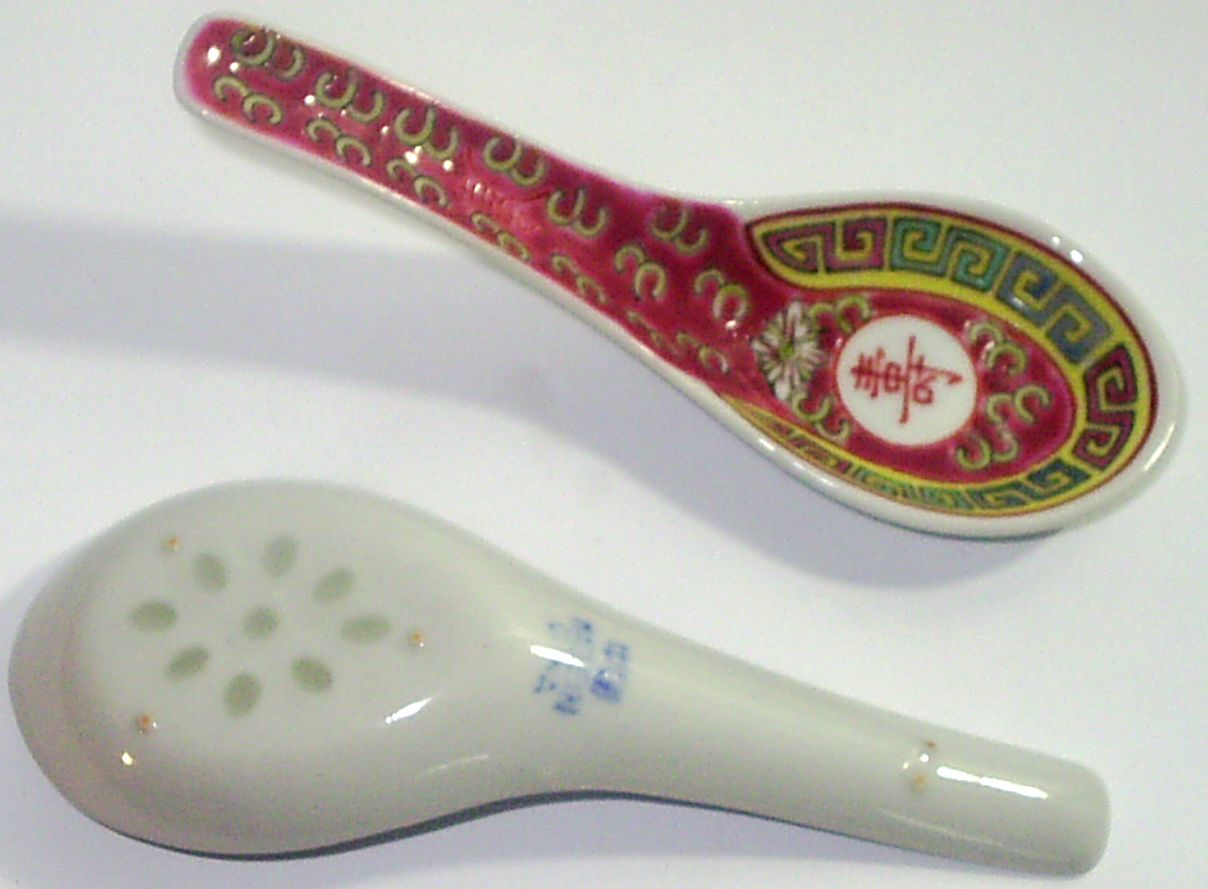
Chinese lepels.

| Strepen | Karakter |
| ------- | -------- |
| + 0     | 匕       |
| + 2     | 化       |
| + 3     | 北       |
| + 9     | 匘 匙    |

Orakelbotkarakter
Bronskarakter
Groot zegelkarakter
Klein zegelkarakter